# ندم
الندم هو الحزن، أو شدة الحزن. وهو تعبير عاطفي لإحساس الشخص بالذنب بعد ارتكابه لفعل اعتبره الشخص عارًا أو خطأ، ويرتبط الندم بشكل وثيق بالاستياء الشخصي الناجم عن الإحساس بالذنب. والفرق بين الندم والهَمّ أنّ النّدمُ أخصُّ من الهمّ؛ لأنّ الهمّ قد يكون بندامةٍ وبغير ندامة، ولا تكون النّدامة بغير همّ، فكلّ ندامةٍ همٌّ وليس كلّ همٍّ ندامةً، والنّدامَةُ في غالبِها عن تقصيْرٍ بخلاف الهمّ فإنّه قد يحصلُ بلا تقصيرٍ ولا سببٍ راجعٍ إلى المُصابِ به مِن حيث اختيارُه وتدبيرُه، والنّدامةُ نارٌ حطبُها الهُمُوم والمخاوفُ والأحزانُ.

## الندم في النصوص الإسلامية
الندم شعور إنسانيٌّ له أسباب عديدة، إما فعلُ ما يستوجب الندم، أو فوات ما يستوجب الندم، والشعور بالندم له مرارةٌ لا ينساها مَن يتجرعها، وأشد أنواع الندم هو ما يكون على التقصير في حق الله تعالى، وفوات رحمته.
جاء في كتاب «الحاوي في تفسير القرآن الكريم»: «التوبة مِن الندم، وذلك أنك قد تندم على الشيء ولا تعتقد قبحَه، ولا تكون التوبة من غير قبح، فكل توبة ندمٌ، وليس كل ندم توبة». لذلك نجدُ أن الله تعالى قد امتدح النفس اللوَّامة، وأقسم بها في كتابه العزيز، قال تعالى: ﴿لَا أُقْسِمُ بِيَوْمِ الْقِيَامَةِ * وَلَا أُقْسِمُ بِالنَّفْسِ اللَّوَّامَةِ﴾.

### صور الندم في القرآن الكريم
لقد تعدَّدت صور الندم في القرآن الكريم، بدايةً من الندم على الإشراك بالله تعالى، وعدم اتباع ما جاء به الأنبياء عليهم السلام، مرورًا بالندم على موالاة الكافرين والظالمين والعصاة، انتهاءً بالندم على اقتراف المعاصي والذنوب التي توجب العذاب يوم القيامة.
واستخدام لفظ «ليت» أو «يا ليت» إنما هو للتمني، ويدل -إذا استخدم لما مضى وفات- على الندم.
أ) الندم على الإشراك بالله تعالى:
قال تعالى: ﴿وَأُحِيطَ بِثَمَرِهِ فَأَصْبَحَ يُقَلِّبُ كَفَّيْهِ عَلَى مَا أَنْفَقَ فِيهَا وَهِيَ خَاوِيَةٌ عَلَى عُرُوشِهَا وَيَقُولُ يَا لَيْتَنِي لَمْ أُشْرِكْ بِرَبِّي أَحَدًا﴾.
ب) الندم على عدم اتباع الرسول ﷺ:
قال تعالى: ﴿وَيَوْمَ يَعَضُّ الظَّالِمُ عَلَى يَدَيْهِ يَقُولُ يَا لَيْتَنِي اتَّخَذْتُ مَعَ الرَّسُولِ سَبِيلًا﴾.
ج) الندم على موالاة الكافرين والمنافقين والظالمين:
1. قال تعالى: ﴿فَتَرَى الَّذِينَ فِي قُلُوبِهِمْ مَرَضٌ يُسَارِعُونَ فِيهِمْ يَقُولُونَ نَخْشَى أَنْ تُصِيبَنَا دَائِرَةٌ فَعَسَى اللَّهُ أَنْ يَأْتِيَ بِالْفَتْحِ أَوْ أَمْرٍ مِنْ عِنْدِهِ فَيُصْبِحُوا عَلَى مَا أَسَرُّوا فِي أَنْفُسِهِمْ نَادِمِينَ﴾.[5]
2. قال تعالى: ﴿قَالَ رَبِّ انْصُرْنِي بِمَا كَذَّبُونِ * قَالَ عَمَّا قَلِيلٍ لَيُصْبِحُنَّ نَادِمِينَ﴾.[6]
3. قال تعالى: ﴿قَالَ هَذِهِ نَاقَةٌ لَهَا شِرْبٌ وَلَكُمْ شِرْبُ يَوْمٍ مَعْلُومٍ * وَلَا تَمَسُّوهَا بِسُوءٍ فَيَأْخُذَكُمْ عَذَابُ يَوْمٍ عَظِيمٍ * فَعَقَرُوهَا فَأَصْبَحُوا نَادِمِينَ﴾.[7]
4. قال تعالى: ﴿وَقَالَ الَّذِينَ اسْتُضْعِفُوا لِلَّذِينَ اسْتَكْبَرُوا بَلْ مَكْرُ اللَّيْلِ وَالنَّهَارِ إِذْ تَأْمُرُونَنَا أَنْ نَكْفُرَ بِاللَّهِ وَنَجْعَلَ لَهُ أَنْدَادًا وَأَسَرُّوا النَّدَامَةَ لَمَّا رَأَوُا الْعَذَابَ وَجَعَلْنَا الْأَغْلَالَ فِي أَعْنَاقِ الَّذِينَ كَفَرُوا هَلْ يُجْزَوْنَ إِلَّا مَا كَانُوا يَعْمَلُونَ﴾.[8]

د) الندم على اتخاذ الصحبة السيئة:
قال تعالى: ﴿وَيَوْمَ يَعَضُّ الظَّالِمُ عَلَى يَدَيْهِ يَقُولُ يَا لَيْتَنِي اتَّخَذْتُ مَعَ الرَّسُولِ سَبِيلًا * يَا وَيْلَتَى لَيْتَنِي لَمْ أَتَّخِذْ فُلَانًا خَلِيلًا﴾.
هـ) الندم على فوات الفضل والغنيمة والمكاسب:
قال تعالى: ﴿وَلَئِنْ أَصَابَكُمْ فَضْلٌ مِنَ اللَّهِ لَيَقُولَنَّ كَأَنْ لَمْ تَكُنْ بَيْنَكُمْ وَبَيْنَهُ مَوَدَّةٌ يَا لَيْتَنِي كُنْتُ مَعَهُمْ فَأَفُوزَ فَوْزًا عَظِيمًا﴾.
و) الندم على التسرع في الحكم على المواقف والأشخاص دون بيِّنة:
قال تعالى: ﴿يَا أَيُّهَا الَّذِينَ آمَنُوا إِنْ جَاءَكُمْ فَاسِقٌ بِنَبَأٍ فَتَبَيَّنُوا أَنْ تُصِيبُوا قَوْمًا بِجَهَالَةٍ فَتُصْبِحُوا عَلَى مَا فَعَلْتُمْ نَادِمِينَ﴾.
ز) الندم على اقتراف الذنوب والمعاصي والأفعال والسلوكيات والقرارات الخاطئة:
قال تعالى: ﴿فَبَعَثَ اللَّهُ غُرَابًا يَبْحَثُ فِي الْأَرْضِ لِيُرِيَهُ كَيْفَ يُوَارِي سَوْءَةَ أَخِيهِ قَالَ يَا وَيْلَتَا أَعَجَزْتُ أَنْ أَكُونَ مِثْلَ هَذَا الْغُرَابِ فَأُوَارِيَ سَوْءَةَ أَخِي فَأَصْبَحَ مِنَ النَّادِمِينَ﴾.
ح) الندم على إقحام النفس في الذنوب التي تستوجب الخزي والعذاب يوم القيامة:
1. قال تعالى: ﴿وَلَوْ تَرَى إِذْ وُقِفُوا عَلَى النَّارِ فَقَالُوا يَا لَيْتَنَا نُرَدُّ وَلَا نُكَذِّبَ بِآيَاتِ رَبِّنَا وَنَكُونَ مِنَ الْمُؤْمِنِينَ﴾.[13]
2. قال تعالى: ﴿وَلَوْ أَنَّ لِكُلِّ نَفْسٍ ظَلَمَتْ مَا فِي الْأَرْضِ لَافْتَدَتْ بِهِ وَأَسَرُّوا النَّدَامَةَ لَمَّا رَأَوُا الْعَذَابَ وَقُضِيَ بَيْنَهُمْ بِالْقِسْطِ وَهُمْ لَا يُظْلَمُونَ﴾.[14]
3. قال تعالى: ﴿وَمَنْ يَعْشُ عَنْ ذِكْرِ الرَّحْمَنِ نُقَيِّضْ لَهُ شَيْطَانًا فَهُوَ لَهُ قَرِينٌ * وَإِنَّهُمْ لَيَصُدُّونَهُمْ عَنِ السَّبِيلِ وَيَحْسَبُونَ أَنَّهُمْ مُهْتَدُونَ * حَتَّى إِذَا جَاءَنَا قَالَ يَا لَيْتَ بَيْنِي وَبَيْنَكَ بُعْدَ الْمَشْرِقَيْنِ فَبِئْسَ الْقَرِينُ﴾.[15]
4. قال تعالى: ﴿وَأَمَّا مَنْ أُوتِيَ كِتَابَهُ بِشِمَالِهِ فَيَقُولُ يَا لَيْتَنِي لَمْ أُوتَ كِتَابِيَهْ﴾.[16]
5. قال تعالى: ﴿إِنَّا أَنْذَرْنَاكُمْ عَذَابًا قَرِيبًا يَوْمَ يَنْظُرُ الْمَرْءُ مَا قَدَّمَتْ يَدَاهُ وَيَقُولُ الْكَافِرُ يَا لَيْتَنِي كُنْتُ تُرَابًا﴾.[17]
6. قال تعالى: ﴿وَجِيءَ يَوْمَئِذٍ بِجَهَنَّمَ يَوْمَئِذٍ يَتَذَكَّرُ الْإِنْسَانُ وَأَنَّى لَهُ الذِّكْرَى * يَقُولُ يَا لَيْتَنِي قَدَّمْتُ لِحَيَاتِي﴾.[18]

بالتدقيق في هذه النماذج وغيرها، نجد أنها قد غطَّت معظم الجوانب التي تُقحِم صاحبها في المعاصي، التي تستوجب الندم في وقت لا ينفع فيه الندم.

### في الأحاديث النبوية
1. عن أبي سعيد الخدري  أن النبي ﷺ قال: ((لا حسدَ إلا في اثنتينِ: رجلٌ أعطاه اللهُ القرآنَ فهو يتلوه آناءَ الليلِ (وآناءَ) النهارِ، فسمِعه رجلٌ فقال: يا ليتَني أُوتيتُ بمثلِ ما أُوتِيَ هذا، فعملتُ فيه مثلَ ما يعملُ هذا، ورجلٌ آتاه اللهُ مالًا فهو يُهلكُه في الحقِّ، فقال رجلٌ: يا ليتَني أُوتيتُ مثلَ ما أُوتِيَ هذا، فعملتُ فيه مثلَ ما يعملُ)).[19]
2. عن أبي هريرة  أن النبي ﷺ قال: ((لا تقومُ الساعةُ حتى يمرَّ الرجلُ بقبرِ الرجلِ، فيقول: يا ليْتَنِي مكانَه)).[20]
3. وعن أبي هريرة أيضًا أن النبي ﷺ قال: ((والَّذي نفسي بيدِهِ، لا تذهَبُ الدُّنيا حتَّى يمرَّ الرَّجلُ علَى القبرِ فيتمرَّغُ عليهِ، ويقولُ: يا ليتَني كنتُ مَكانَ صاحبِ هذا القبرِ، وليسَ بهِ الدِّينُ إلَّا البلاء)).[21]
4. عن عائشة  قالت: قال لي رسول الله ﷺ: ((يا عائشةُ، إن كنتِ ألمَمْتِ بذنبٍ، فاستغفِري اللهَ؛ فإنَّ التَّوبةَ مِنَ الذَّنبِ النَّدامةُ والاستغفارُ)).[22]
5. عن عبد الله بن عباس  أن النبي ﷺ قال: ((كفارةُ الذَّنبِ النَّدامةُ، ولو لم تُذنِبوا لأتَى اللهُ بقومٍ يُذنِبونَ لِيغفِرَ لهم)).[23]
6. عن أنس بن مالك  أن النبي ﷺ قال: ((يُرسَلُ البكاءُ على أهلِ النارِ، فيَبْكُونَ حتى تنقطِعَ الدموعُ، ثُمَّ يبكونَ الدَّمَ، حتى يصيرَ في وجوهِهِم كهيئَةِ الأخدودِ، لو أرسلَتْ فيه السفنُ لجرَتْ)).[24]
7. ذكر ابن بطال عن عمرَ  أنه تناولَ تبنةً من الأرضِ، فقال: يا ليتَني هذه التبنةُ، يا ليتني لم أكُ شيئًا، يا ليتَ أمِّي لم تلدني، يا ليتني كنتُ نسيًا منسيًّا، وقال: لو كانَتْ لي الدنيا لافتديتُ بها من النارِ ولم أرَها.[25]

### بعض نماذج الندم والتوبة
إن الله يغفر الذنوب جميعًا ما لم يُشرَك به سبحانه وتعالى، ويَقبل التائبين، ويُقيل عثرات المذنبين، فلا يقنَطْ أحد من رحمة الله تعالى مهما بلغت ذنوبه؛ فرحمة الله وَسِعت كلَّ شيء، وهذه بعض من قصص توبة التائبين المشهورة.
1- امرأة تريد فتنة الرَّبيع بن خُثيم:
"أمر قومٌ امرأةً ذات جمال بارع أن تتعرَّض للربيع بن خُثَيْمٍ لعلها تفتِنُه، وجعلوا لها إن فعلَتْ ذلك ألف درهم، فلبِسَت أحسن ما قدرت عليه من الثياب، وتطيَّبت بأطيب ما قدرت عليه، ثم تعرَّضت له حين خرج من مسجده، فنظر إليها فراعه أمرُها، فأقبلت عليه وهي سافرةٌ، فقال لها الربيع:
كيف بك لو قد نزلت الحمى بجسمك، فغيَّرت ما أرى من لونك وبهجتك؟
أم كيف بك لو قد نزل بك مَلَك الموت، فقطع منك حَبْل الوَتِين؟
أم كيف بك لو سألك مُنكرٌ ونكير؟
فصرخت صرخة، فسقطت مغشيًّا عليها، فوالله لقد أفاقت، وبلغت من عبادة ربها ما أنها كانت يوم ماتت كأنها جذع محترق".
2- قصة توبة أبي مِحْجن الثقفي:
عن ابن سيرين قال: «كان أبو محجن الثقفي لا يزال يُجلَدُ في الخمر، فلما أكثر عليهم سجَنوه وأوثقوه، فلما كان يوم القادسية، فكأنه رأى أن المشركين قد أصابوا في المسلمين، فأرسل إلى أم ولد سعد -أو امرأة سعد- إن أبا محجن يقول لك: إن خلَّيتِ سبيله وحملتِه على هذا الفرس ودفعت إليه سلاحًا، لَيكونن أول مَن يرجع إليك إلا أن يُقتل، فحلَّت عنه قيوده، وحمل على فرسٍ كان في الدار، وأعطي سلاحًا، ثم خرج يركض حتى لحق بالقوم، فجعل لا يزال يحمل على رجل، فيقتله ويدق صلبه، فنظر إليه سعد فجعل يتعجب، ويقول: مَن ذاك الفارس؟ قال: فلم يلبثوا إلا يسيرًا حتى هزمهم الله، ورجع أبو محجن، ورد السلاح، وجعل رجليه في القيود كما كان، فجاء سعد فقالت له امرأته: كيف كان قتالُكم، فجعل يخبرها ويقول: لقينا ولقينا، حتى بعث الله رجلًا على فرس أبلق (فيه سواد وبياض)، لولا أني تركت أبا محجن في القيود لقلتُ: إنها بعض شمائل أبي محجن، فقالت: والله إنه لأبو محجن، كان أمره كذا وكذا، فقصَّت عليه قصته، فدعا به فحلَّ قيوده، وقال: لا نجلدك على الخمر أبدًا، قال أبو محجن: وأنا والله لا أشربها أبدًا، كنت آنف أن أدعَها من أجل جَلْدِكم، قال: فلم يشربها بعد ذلك».
3- قصة توبة الفُضيل بن عِياض:
عن علي بن خشرم قال: أخبرني رجل مِن جيران الفضيل بن عياض، قال: كان الفضيل يقطعُ الطريق وحدَه، فخرج ذات ليلةٍ ليقطع الطريق، فإذا هو بقافلةٍ قد انتهت إليه ليلًا، فقال بعضهم لبعض: اعدلوا بنا إلى هذه القرية، فإن أمامَنا رجلًا يقطع الطريق يقال له: الفضيل، قال: فسمع الفضيل، فأرعد، فقال: يا قوم، أنا الفضيل، جُوزوا، واللهِ لأجتهدن ألَّا أعصي الله أبدًا، فرجع عما كان عليه".
وفيه أيضًا:
"روى ابن عساكر بسنده عن الفضيل بن موسى قال: كان الفضيل شاطرًا يقطع الطريق بين أبيورد وسرخس (مدينتان بإقليم خرسان بإيران)، وكان سببُ توبته أنه عشِق جاريةً، فبينما هو يرتقي الجدران إليها سمع تاليًا يتلو: ﴿أَلَمْ يَأْنِ لِلَّذِينَ آمَنُوا أَنْ تَخْشَعَ قُلُوبُهُمْ لِذِكْرِ اللَّهِ...﴾ الآية، قال: يا رب، قد آن، فرجع فآواه الليل إلى خربةٍ، فإذا فيها رفقة، فقال بعضهم: نرتحل، وقال قوم: حتى نصبح، فإن فضيلًا على الطريق يقطع علينا، قال: ففكرت وقلت: أنا أسعى بالليل في المعاصي، وقوم من المسلمين ها هنا يخافونني، وما أرى الله ساقني إليهم إلا لأرتدع، اللهم إني قد تبت إليك، وجعلتُ توبتي مجاورةَ البيت الحرام".
4- توية بشر الحافي:
وذكر غير واحد أن بشرًا كان شاطرًا في بدء أمره، وأن سبب توبته أنه وجد رقعة فيها اسم الله عز وجل في أتون حمام فرفعها ورفع طرفه إلى السماء وقال: سيدي اسمك ههنا ملقى يداس ثم ذهب إلى عطار فاشترى بدرهم غالية وضمخ تلك الرقعة منها ووضعها حيث لا تنال، فأحيا الله قلبه وألهمه رشده وصار إلى ما صار إليه من العبادة والزهادة.

### الندم من التوبة
الندم هو الركن الأعظم في التوبة، فقد صح أن رسولﷺ قال: «النَّدَمُ تَوْبَةٌ». وليس هو التوبة نفسها، ويتحقق الندم بلوم النفس عليه، ويتبعها من الحزن، أو شدة الحزن، والخوف، وقال الراغب: الندم التحسر على ما فات، وفسَّر أيضًا بالأسف، وهو الحزن أو المبالغة في الحزن. فتحصيل الندم ليس بالأمر الصعب فكل حزن يشعر به بعد فعل المعصية يحصل منه الندم المقصود للتوبة، وكذلك أي تألم للقلب على الذنب، وكل من علم جنايته فخاف مقام ربه أو عاقبة ذنبه حصّل الندم. والحاصل أن تحصيل الندم الذي يحمل على ترك المعصية، يتحقق لكل من ترك المعصية لكونها معصية لله تعالى، أو من تركها خوفًا من الله، أو كره وقوعه فيها.
قال ابن حجر: «... وقال غيره شروط التوبة ثلاثة: الإقلاع والندم والعزم على أن لا يعود، والتعبير بالرجوع عن الذنب لا يفيد معنى الندم بل هو إلى معنى الإقلاع أقرب وقال بعضهم يكفي في التوبة تحقق الندم على وقوعه منه فإنه يستلزم الإقلاع عنه والعزم على عدم العود فهما ناشئان عن الندم لا أصلان معه ومن ثم جاء الحديث (الندم توبة) وهو حديث حسن من حديث بن مسعود أخرجه بن ماجة وصححه الحاكم وأخرجه بن حبان من حديث أنس وصححه».
وقال أبو حامد الغزالي: «اعلم أن التوبة عبارة عن معنى ينتظم ويلتثم من ثلاثة أمور مرتبة: علم وحال وفعل، فالعلم الأول، والحال الثاني، والفعل الثالث، وَالْأَوَّلُ مُوجِبٌ لِلثَّانِي، وَالثَّانِي مُوجِبٌ، لِلثَّالِثِ إِيجَابًا اقتضاه اطراد سُنَّةُ اللَّهِ فِي الْمُلْكِ وَالْمَلَكُوتِ، أَمَّا الْعِلْمُ فهو معرفة عظم ضرر الذنوب وكونها حجاباً بَيْنَ الْعَبْدِ وَبَيْنَ كُلِّ مَحْبُوبٍ، فَإِذَا عَرَفَ ذَلِكَ مَعْرِفَةً مُحَقَّقَةً بِيَقِينٍ غَالِبٍ عَلَى قَلْبِهِ، ثَارَ مِنْ هَذِهِ الْمَعْرِفَةِ تَأَلُّمٌ لِلْقَلْبِ بِسَبَبِ فَوَاتِ الْمَحْبُوبِ؛ فَإِنَّ الْقَلْبَ مَهْمَا شَعَرَ بِفَوَاتِ مَحْبُوبِهِ تَأَلَّم، َ فَإِنْ كَانَ فَوَاتُهُ بِفِعْلِهِ تَأَسَّفَ عَلَى الْفِعْلِ الْمُفَوِّتِ، فَيُسَمَّى تَأَلُّمُهُ بِسَبَبِ فِعْلِهِ الْمُفَوِّتِ لِمَحْبُوبِهِ نَدَمًا، فَإِذَا غَلَبَ هَذَا الْأَلَمُ على القلب واستولى وانبعث مِنْ هَذَا الْأَلَمِ فِي الْقَلْب، ِ حَالَةٌ أُخْرَى تُسَمَّى إِرَادَةً وَقَصْدًا إِلَى فِعْلٍ لَهُ تَعَلُّقٌ بالحال والماضي وَبِالِاسْتِقْبَالِ، أَمَّا تَعَلُّقُهُ بِالْحَالِ فَبِالتَّرْكِ لِلذَّنْبِ الَّذِي كَانَ مُلَابِسًا، وَأَمَّا بِالِاسْتِقْبَالِ فَبِالْعَزْمِ عَلَى تَرْكِ الذَّنْبِ الْمُفَوِّتِ لِلْمَحْبُوبِ إِلَى آخِرِ الْعُمُرِ، وَأَمَّا بالماضي فبتلافي ما فات بالجبر والقضاء إن كان قابلاً للجبر».

### أصول الندم
أصولَ النّدم أربعةٌ، وهي:
1. تضييعُ الأموال والأوقات.
2. عدمُ القيامِ بالواجبات وعدمُ أداء الحقوق، أو التّقصيرُ فيهما.
3. الدّخولُ فيما لا يعني.
4. عدمُ وجودِ هدفٍ حياتيّ سامٍ يُسعى إليه، أو التّقصيرُ في تحصيلِه.

### أمثال وأقوال الشعراء في الندم
- سفيان الثوري: من لعب بعمره ضيّع أيام حرثِه ومن ضيع أيام حرثه ندم أيام حصاده.
- قال زهير بن أبي سلمى: ومن يجعل المعروف في غير أهله*** يكن حمده ذمّاً عليه ويندم.
- قال لقمان: من لا يملك لسانه يندم.
- قال ابن معصوم المدني:

- قال المتنبي:

- قال عمران بن حطان:

- قال سقراط: قلة الدين وقلة الأدب وقلة الندم عند الخطأ وقلة قبول العتاب أمراض لا دواء لها.